# Ticker
Ticker är en  amerikansk actionfilm från 2001 i regi av Albert Pyun med Steven Seagal, Tom Sizemore och Dennis Hopper i rollerna.

## Handling
Chicagopolisen Ray Nettles (Sizemore) har lyckats fånga bombterroristen Alex Swans (Hopper) kvinnliga hantlangare Claire Pressly. För att få polisen att släppa henne tänker Swan spränga en slumpmässigt utvald byggnad i luften. Under denna press tvingas Nettles släppa Claire, men skuggar henne med förhoppningen om att hon skall leda dem till Swans gömställe. Samtidigt som specialstyrkan går till aktion hörs en våldsam explosion när en hel stadsdel förvandlas till en rykande ruin. Swan har skrivit sitt namn med blod och måste till varje pris stoppas. Men nu tar bombgruppens ledare Frank Glass (Seagal) över. Och han tar det personligt...

## Rollista
| Tom Sizemore            | – Det. Ray Nettles      |
| Dennis Hopper           | – Alex Swan             |
| Steven Seagal           | – Frank Glass           |
| Jaime Pressly           | – Claire Manning        |
| Nas                     | – Det. Art 'Fuzzy' Rice |
| Rozonda 'Chilli' Thomas | – Lilly (as Chilli)     |
| Peter Greene            | – Det. Artie Pluchinsky |
| Kevin Gage              | – Pooch                 |
| Michael Halsey          | – Vershbow              |
| Norbert Weisser         | – Dugger                |
| Romany Malco            | – T.J.                  |
| Joe Spano               | – Captain Spano         |
| Mimi Rose               | – Bev                   |